# Lista över ljungväxternas släkten
Detta är en lista över släkten i familjen ljungväxter alfabetiskt ordnad efter de vetenskapliga namnen. Släktena i familjerna Empetraceae, Epacridaceae, Monotropaceae, Prionotaceae och Pyrolaceae ingår också i listan, eftersom de familjerna numera ingår i ljungväxterna.

## A
| Vetenskapligt namn       | Auktor         | Svenskt namn         | Källa | Tidigare familj |
| ------------------------ | -------------- | -------------------- | ----- | --------------- |
| Acrostemon               | Klotzsch       |                      | IPNI  |                 |
| Acrotriche               | Poir.          |                      | IPNI  | Epacridaceae    |
| Agapetes                 | G.Don          | ampelljungssläktet   | SKUD  |                 |
| Agarista                 | D.Don ex G.Don |                      | ITIS  |                 |
| Allotropa                | Torr.&Gray     |                      | ITIS  | Monotropaceae   |
| Andersonia               | R.Br.          |                      | IPNI  | Epacridaceae    |
| Andromeda                | L.             | roslingsläktet       | NRM   |                 |
| Anomalanthus             | Klotzsch       |                      | IPNI  |                 |
| Anthopteropsis           | A.C.Sm.        |                      | IPNI  |                 |
| Anthopterus              | Hook           |                      | IPNI  |                 |
| Arachnocalyx             | Compton        |                      | IPNI  |                 |
| Arbutus                  | L.             | smultronträdssläktet | SKUD  |                 |
| Archeria                 | Hook.f.        |                      | IPNI  | Epacridaceae    |
| Arcterica → Pieris       |                |                      |       |                 |
| Arctostaphylos           | Adans.         | mjölonsläktet        | NRM   |                 |
| Arctous → Arctostaphylos |                |                      |       |                 |
| Astroloma                | R.Br.          |                      | IPNI  | Epacridaceae    |
| Azalea → Rhododendron    |                |                      |       |                 |

## B
| Vetenskapligt namn    | Auktor        | Svenskt namn | Källa | Tidigare familj |
| --------------------- | ------------- | ------------ | ----- | --------------- |
| Befaria               | Mutis ex L.f. |              | ITIS  |                 |
| Bejaria               | Zea           |              | IPNI  |                 |
| Brachyloma            | Sond.         |              | IPNI  | Epacridaceae    |
| Bruckenthalia → Erica |               |              |       |                 |
| Bryanthus             | J.G.Gmelin    |              | IPNI  |                 |

## C
| Vetenskapligt namn | Auktor       | Svenskt namn      | Källa | Tidigare familj |
| ------------------ | ------------ | ----------------- | ----- | --------------- |
| Calluna            | Salisb.      | ljungsläktet      | NRM   |                 |
| Calopteryx         | A.C.Sm.      |                   | IPNI  |                 |
| Cassiope           | D.Don        | kantljungssläktet | NRM   |                 |
| Cavendishia        | Lindl.       |                   | IPNI  |                 |
| Ceratiola          | Michx.       |                   | ITIS  | Empetraceae     |
| Ceratostema        | Ruiz&Pav     |                   | IPNI  |                 |
| Chamaedaphne       | Moench       | finnmyrtensläktet | NRM   |                 |
| Cheilotheca        | Hook.f.      |                   | IPNI  | Monotropaceae   |
| Chimaphila         | Pursh        | rylsläktet        | NRM   | Pyrolaceae      |
| Choristemon        | H.B.Will.    |                   | IPNI  | Epacridaceae    |
| Coccosperma        | Klotzsch     |                   | IPNI  |                 |
| Coilostigma        | Klotzsch     |                   | IPNI  |                 |
| Coleanthera        | Stschegl.    |                   | IPNI  | Epacridaceae    |
| Comarostaphylis    | Zucc.        |                   | ITIS  |                 |
| Conostephium       | Benth.       |                   | IPNI  | Epacridaceae    |
| Corema             | D.Don        |                   | ITIS  | Empetraceae     |
| Cosmelia           | R.Br.        |                   | IPNI  | Epacridaceae    |
| Costera            | J.J.Sm.      |                   | IPNI  |                 |
| Craibiodendron     | W.W.Sm.      |                   | IPNI  |                 |
| Cyathodes          | Labill.      |                   | IPNI  | Epacridaceae    |
| Cyathopsis         | Brongn.&Gris |                   | IPNI  | Epacridaceae    |

## D
| Vetenskapligt namn | Auktor                       | Svenskt namn        | Källa | Tidigare familj |
| ------------------ | ---------------------------- | ------------------- | ----- | --------------- |
| Daboecia           | D.Don                        | atlantljungssläktet | SKUD  |                 |
| Decatoca           | F.Muell.                     |                     | IPNI  | Epacridaceae    |
| Demosthenesia      | A.C.Sm.                      |                     | IPNI  |                 |
| Didonica           | Luteyn&Wilbur                |                     | IPNI  |                 |
| Dimorphanthera     | (F.Muell. ex Drude) F.Muell. |                     | IPNI  |                 |
| Diogenesia         | Sleumer                      |                     | IPNI  |                 |
| Diplycosia         | Blume                        |                     | IPNI  |                 |
| Disterigma         | Nied. ex Drude               |                     | IPNI  |                 |
| Drachophyllum      | Labill.                      |                     | IPNI  | Epacridaceae    |

## E
| Vetenskapligt namn | Auktor            | Svenskt namn          | Källa | Tidigare familj |
| ------------------ | ----------------- | --------------------- | ----- | --------------- |
| Elliottia          | Elliott           | trillingazaleasläktet | SKUD  |                 |
| Empetrum           | L.                | kråkbärssläktet       | NRM   | Empetraceae     |
| Enkianthus         | Lour.             | klockbusksläktet      | SKUD  |                 |
| Epacris            | Forst. eller Cav. | sydljungssläktet      | IPNI  | Epacridaceae    |
| Epigaea            | L.                | järpbärssläktet       | ITIS  |                 |
| Eremia             | D.Don&Phillips    |                       | IPNI  |                 |
| Eremiella          | Compton           |                       | IPNI  |                 |
| Erica              | L.                | klockljungssläktet    | NRM   |                 |

## F
| Vetenskapligt namn | Auktor  | Svenskt namn | Källa | Tidigare familj |
| ------------------ | ------- | ------------ | ----- | --------------- |
| Findlaya           | Hook.f. |              | IPNI  |                 |

## G
| Vetenskapligt namn        | Auktor         | Svenskt namn      | Källa | Tidigare familj |
| ------------------------- | -------------- | ----------------- | ----- | --------------- |
| x Gaulnettya → Gaultheria |                |                   |       |                 |
| Gaultheria                | L.             | vaktelbärssläktet | SKUD  |                 |
| Gaylussacia               | Kunth          | bockbärssläktet   | SKUD  |                 |
| Gonocalyx                 | Planch.&Linden |                   | ITIS  |                 |
| Grisebachia               | Endl.          |                   | IPNI  |                 |

## H
| Vetenskapligt namn | Auktor  | Svenskt namn | Källa | Tidigare familj |
| ------------------ | ------- | ------------ | ----- | --------------- |
| Harrimanella       | Coville |              | ITIS  |                 |
| Hemitomes          | Gray    |              | ITIS  | Monotropaceae   |

## K
| Vetenskapligt namn | Auktor  | Svenskt namn        | Källa | Tidigare familj |
| ------------------ | ------- | ------------------- | ----- | --------------- |
| Kalmia             | L.      | kalmiasläktet       | SKUD  |                 |
| Kalmiopsis         | Rehd.   | oregonkalmiasläktet | ITIS  |                 |
| Killipiella        | A.C.Sm. |                     | IPNI  |                 |

## L
| Vetenskapligt namn   | Auktor      | Svenskt namn          | Källa | Tidigare familj |
| -------------------- | ----------- | --------------------- | ----- | --------------- |
| Lateropora           | A.C.Sm.     |                       | IPNI  |                 |
| Lebetanthus          | Rchb.       |                       | IPNI  | Epacridaceae    |
| Ledothamnus          | Meisn.      |                       | IPNI  |                 |
| Ledum → Rhododendron | L.          |                       | SKUD  |                 |
| Leiophyllum          | Hedw.f.     | sandmyrtensläktet     | ITIS  |                 |
| Leucopogon           | R.Br.       |                       | IPNI  | Epacridaceae    |
| Leucothoe            | D.Don, 1834 | vinterroslingssläktet | ITIS  |                 |
| Lissanthe            | R.Br.       |                       | IPNI  | Epacridaceae    |
| Loiseleuria          | Desv.       | krypljungssläktet     | NRM   |                 |
| Lyonia               | Nutt.       |                       | SKUD  |                 |
| Lysinema             | R.Br.       |                       | IPNI  | Epacridaceae    |

## M
| Vetenskapligt namn | Auktor              | Svenskt namn         | Källa | Tidigare familj |
| ------------------ | ------------------- | -------------------- | ----- | --------------- |
| Macleania          | Hook.               |                      | IPNI  |                 |
| Macnabia           | Benth.              |                      | IPNI  |                 |
| Malea              | Lundell             |                      | IPNI  |                 |
| Melichrus          | R.Br.               |                      | IPNI  | Epacridaceae    |
| Menziesia          | Sm.                 | klockroslingssläktet | SKUD  |                 |
| Mitrastylus        | Alm&T.C.E.Fr.       |                      | IPNI  |                 |
| Moneses            | Salisb. ex S.F.Gray | ögonpyrolasläktet    | ITIS  | Pyrolaceae      |
| Monotoca           | R.Br.               |                      | IPNI  | Epacridaceae    |
| Monotropa          | L.                  | tallörtssläktet      | NRM   | Monotropaceae   |
| Monotropastrum     | Andres              |                      | IPNI  | Monotropaceae   |
| Monotropsis        | Schwein. ex Ell.    |                      | ITIS  | Monotropaceae   |
| Mycerinus          | A.C.Sm.             |                      | IPNI  |                 |

## N
| Vetenskapligt namn | Auktor   | Svenskt namn | Källa | Tidigare familj |
| ------------------ | -------- | ------------ | ----- | --------------- |
| Nagelocarpus       | Bullock  |              | IPNI  |                 |
| Needhamiella       | L.Watson |              | IPNI  | Epacridaceae    |
| Notopora           | Hook.f.  |              | IPNI  |                 |

## O
| Vetenskapligt namn    | Auktor   | Svenskt namn       | Källa | Tidigare familj |
| --------------------- | -------- | ------------------ | ----- | --------------- |
| Oligarrhena           | R.Br.    |                    | IPNI  | Epacridaceae    |
| Oreanthes             | Benth.   |                    | IPNI  |                 |
| Ornithostaphylos      | Small    |                    | ITIS  |                 |
| Orthaea               | Klotzsch |                    | IPNI  |                 |
| Orthilia              | Raf.     | björkpyrolasläktet | NRM   |                 |
| Oxycoccus → Vaccinium |          |                    |       |                 |
| Oxydendrum            | DC.      |                    | ITIS  |                 |

## P
| Vetenskapligt namn     | Auktor      | Svenskt namn        | Källa | Tidigare familj |
| ---------------------- | ----------- | ------------------- | ----- | --------------- |
| Pellegrinia            | Sleumer     |                     | IPNI  |                 |
| Pentachondra           | R.Br.       |                     | IPNI  | Epacridaceae    |
| Pentapterygium         | Klotzsch    |                     | SKUD  |                 |
| Pernettya → Gaultheria |             |                     |       |                 |
| Pernettyopsis          | King&Gamble |                     | IPNI  |                 |
| Phyllodoce             | Salisb.     | lappljungssläktet   | NRM   |                 |
| Pieris                 | D.Don, 1834 | buskroslingssläktet | ITIS  |                 |
| Pityopus               | Small       |                     | ITIS  | Monotropaceae   |
| Platycalyx             | N.E.Br.     |                     | IPNI  |                 |
| Pleuricospora          | Gray        |                     | ITIS  | Monotropaceae   |
| Plutarchia             | A.C.Sm.     |                     | IPNI  |                 |
| Polyclita              | A.C.Sm.     |                     | IPNI  |                 |
| Prionotes              | R.Br.       |                     | IPNI  | Epacridaceae    |
| Psammisia              | Klotzsch    |                     | IPNI  |                 |
| Pterospora             | Nutt.       |                     | ITIS  | Monotropaceae   |
| Pyrola                 | L.          | pyrolasläktet       | NRM   | Pyrolaceae      |

## R
| Vetenskapligt namn     | Auktor        | Svenskt namn       | Källa | Tidigare familj |
| ---------------------- | ------------- | ------------------ | ----- | --------------- |
| Rhododendron           | L.            | rododendronsläktet | NRM   |                 |
| Rhodora → Rhododendron |               |                    |       |                 |
| Rhodothamnus           | Rchb.         |                    | IPNI  |                 |
| Richea                 | R.Br.         |                    | IPNI  | Epacridaceae    |
| Rupicola               | Maiden&Betche |                    | IPNI  | Epacridaceae    |
| Rusbya                 | Britton       |                    | IPNI  |                 |

## S
| Vetenskapligt namn | Auktor                  | Svenskt namn | Källa | Tidigare familj |
| ------------------ | ----------------------- | ------------ | ----- | --------------- |
| Salaxis            | Salisb.&Phillips        |              | IPNI  |                 |
| Sarcodes           | Torr.                   |              | ITIS  | Monotropaceae   |
| Satyria            | Klotzsch                |              | IPNI  |                 |
| Scyphogyne         | Brongn.&Phillips        |              | IPNI  |                 |
| Semiramisia        | Klotzsch                |              | IPNI  |                 |
| Simocheilus        | Klotzsch                |              | IPNI  |                 |
| Siphonandra        | Klotzsch                |              | IPNI  |                 |
| Sphenotoma         | Sweet                   |              | IPNI  | Epacridaceae    |
| Sphyrospermum      | Poepp.&Endl.            |              | IPNI  |                 |
| Sprengelia         | Sm.                     |              | IPNI  | Epacridaceae    |
| Stokoeanthus       | E.G.H.Oliv.             |              | IPNI  |                 |
| Styphelia          | Sm.                     |              | ITIS  | Epacridaceae    |
| Symphysia          | K.Presl                 |              | ITIS  |                 |
| Sympieza           | Licht. ex Roem.&Schult. |              | IPNI  |                 |
| Syndesmanthus      | Klotzsch                |              | IPNI  |                 |

## T
| Vetenskapligt namn          | Auktor                          | Svenskt namn | Källa | Tidigare familj |
| --------------------------- | ------------------------------- | ------------ | ----- | --------------- |
| Tepuia                      | Camp                            |              | IPNI  |                 |
| Thamnus                     | Klotzsch                        |              | IPNI  |                 |
| Themistoclesia              | Klotzsch                        |              | IPNI  |                 |
| Therorhodion → Rhododendron |                                 |              |       |                 |
| Thibaudia                   | Ruiz, Pav., Ruiz&Pav.apud Lopez |              | IPNI  |                 |
| Thoracosperma               | Klotzsch                        |              | IPNI  |                 |
| Tripetaleia → Elliottia     |                                 |              |       |                 |
| Trochocarpa                 | R.Br.                           |              | IPNI  | Epacridaceae    |
| Tsusiophyllum               | Maxim.                          |              | IPNI  |                 |

## U
| Vetenskapligt namn | Auktor        | Svenskt namn | Källa | Tidigare familj |
| ------------------ | ------------- | ------------ | ----- | --------------- |
| Utleya             | Wilbur&Luteyn |              | IPNI  |                 |

## V
| Vetenskapligt namn | Auktor | Svenskt namn   | Källa | Tidigare familj |
| ------------------ | ------ | -------------- | ----- | --------------- |
| Vaccinium          | L.     | blåbärssläktet | NRM   |                 |

## W
| Vetenskapligt namn | Auktor   | Svenskt namn | Källa | Tidigare familj |
| ------------------ | -------- | ------------ | ----- | --------------- |
| Woolsia            | F.Muell. |              | IPNI  | Epacridaceae    |

## X
| Vetenskapligt namn | Auktor | Svenskt namn | Källa | Tidigare familj |
| ------------------ | ------ | ------------ | ----- | --------------- |
| Xylococcus         | Nutt.  |              | ITIS  |                 |

## Z
| Vetenskapligt namn | Auktor | Svenskt namn    | Källa | Tidigare familj |
| ------------------ | ------ | --------------- | ----- | --------------- |
| Zenobia            | D.Don  | daggbusksläktet | SKUD  |                 |

## Auktorkällor
- IPNI - International Plant Names Index
- ITIS - Integrated Taxonomic Information System
- NRM - Naturhistoriska riksmuseets checklista
- SKUD - Svensk kulturväxtdatabas